# 826
826(팔백이십육)은 825보다 크고 827보다 작은 자연수다.

## 수학
- 합성수로, 그 약수는 1, 2, 7, 14, 59, 118, 413, 826이다. 진약수의 합은 614이므로, 826은 부족수다.
- {\displaystyle 15^{29}-1}은 826으로 나누어떨어진다.

## 과학
- NGC 826: 삼각형자리 방향에 있는 타원은하.

## 교통

### 항공
- 유나이티드 항공 826편 사고(영어판) (1997년)

### 철도
- 수도권 전철 8호선 수진역의 역번호.

## 군사
- 826 해군 항공대(영어판): 과거 존재한 영국의 해군 항공대.

## 문화유산
- 대한민국의 보물 제826호: 김제 귀신사 대적광전

## 기타
- 날짜: 8월 26일
- 연도: 826년, 기원전 826년